# Laila Soueif
Laila Soueif (Arabisch: ليلى سويف), ook geschreven als Layla Sweif (Londen, 1 mei 1956), is een Egyptisch wetenschapper en mensenrechtenactivist. Ze is hoogleraar wiskunde aan de Universiteit van Caïro en medeoprichter van de politieke beweging Kefaya, de Egyptische Associatie tegen Marteling en de 9 Maartbeweging.

## Biografie
Soueif groeide haar eerste twee levensjaren op in Engeland, omdat haar moeder daar haar doctoraalstudie volgde aan de Universiteit van Londen. Ze is getrouwd met de mensenrechtenadvocaat Ahmed Seif. Hun kinderen, Alaa Abd el-Fattah en Mona Seif, zijn eveneens prominente activisten. Haar zus, Ahdaf Soueif, is een bekend schrijfster.
In 1989 behaalde ze haar doctoraat in wiskunde aan de Universiteit van Caïro met het proefschrift Transfer of properties in normalizing extensions. Ze is hoogleraar ('assistent professor') wiskunde aan dezelfde universiteit.

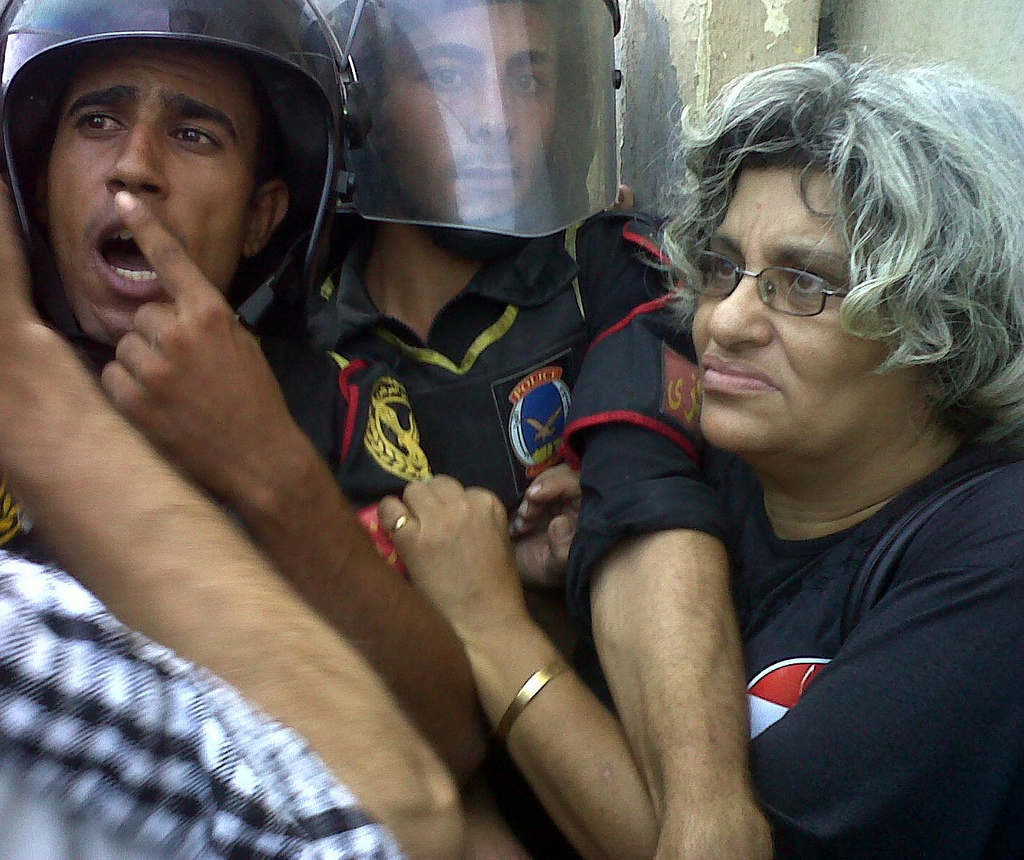
Soueif tijdens een protest op 26 september 2010.

Sinds haar jeugd is ze betrokken bij protesten tegen achtereenvolgende Egyptische regimes. Ze was medeoprichter van de politieke beweging Kefaya, dat Genoeg! betekent, en samen met Aida Seif al-Dawla van de Egyptische Associatie tegen Marteling. Verder was ze een van de oprichters van de 9 Maartbeweging voor de Onafhankelijkheid van Universiteiten die onder meer tot stand bracht dat universiteitsvoorzitters en decanen democratisch worden gekozen, activistische studenten met rust worden gelaten door de universiteitsleiding en politie geweerd wordt op de universiteitscampussen. Verder organiseerde ze met deze beweging protesten van universiteitspersoneel en studenten.
Tijdens demonstraties verwierf ze faam door vaak in de voorste rijen te staan terwijl politieagenten op de demonstranten insloegen met wapenstokken. Haar wijze van optreden wordt beschreven als dapper en bijtend. Ze was ook aanwezig bij de protesten na de dood van Khaled Saïd, waarop vrouwelijke agenten waren ingezet die berucht zijn vanwege hun grove geweld tegen vrouwelijke demonstranten. Toen haar dochter Mona tijdens deze demonstratie belaagd werd door een vrouwelijke politieagent, brulde Soueif naar haar: "Dit is mijn dochter. Als je met een hand aan haar komt, dan haal ik hem eraf. Je kunt me in de cel opsluiten, je kunt me in de gevangenis zetten, maar je zult verder moeten leven zonder handen." Tijdens de gevangenschap van haar zoon Alaa in november 2011 ging ze in hongerstaking, wat navolging vond bij zes andere activisten.